# Мішуково (Поріцький район)
Мішуко́во (рос. Мишуково, чув. Мишуково) — село у складі Поріцького району Чувашії, Росія. Адміністративний центр Мішуковського сільського поселення.
Населення — 263 особи (2010; 368 у 2002).
Національний склад:
- росіяни — 92 %